# سان ليندرو (كاليفورنيا)
سان ليندرو (بالإنجليزية: San Leandro)‏ هي إحدى مدن مقاطعة ألاميدا، كاليفورنيا. تم إعطاءها لقب مدينة في 21 مارس، 1872.
كان عدد السكان 86869 نسمة في عام 2014. وهي تقع على الشاطئ الشرقي من خليج سان فرانسيسكو، بين أوكلاند إلى الشمال الغربي وهايوارد إلى الجنوب الشرقي.

## التركيبة السكانية
حدّد مكتب تعداد الولايات المتحدة بيانات التركيبة السكانية لسان ليندرو في تعداد الولايات المتحدة. في ما يلي، التركيبة السكانية حسب تعدادي 2000 و2010.

### تعداد عام 2000
بلغ عدد سكان سان ليندرو 79,452 نسمة بحسب تعداد عام 2000، وبلغ عدد الأسر 30,642 أسرة وعدد العائلات 19,817 عائلة مقيمة في المدينة. في حين سجلت الكثافة السكانية 1,976.9 نسمة لكل كيلومتر مربع (5,120.1/ميل2). وبلغ عدد الوحدات السكنية 31,334 وحدة بمتوسط كثافة قدره 779.6 لكل كيلومتر مربع (2,019.2/ميل2).
وتوزع التركيب العرقي للمدينة بنسبة 51.29% من البيض و9.88% من الأمريكيين الأفارقة و0.77% من الأمريكيين الأصليين و22.96% من الأمريكيين ذوي الأصول الآسيوية و0.86% من سكان جزر المحيط الهادئ و8.48% من الأعراق الأخرى و5.76% من عرقين مختلطين أو أكثر و20.06% من الهسبانيون أو اللاتينيون من أي عرق.
بلغ عدد الأسر 30,642 أسرة كانت نسبة 32.4% منها لديها أطفال تحت سن الثامنة عشر تعيش معهم، وبلغت نسبة الأزواج القاطنين مع بعضهم البعض 47.1% من أصل المجموع الكلي للأسر، ونسبة 12.7% من الأسر كان لديها معيلات من الإناث دون وجود شريك، بينما كانت نسبة 4.8% من الأسر لديها معيلون من الذكور دون وجود شريكة وكانت نسبة 35.3% من غير العائلات. تألفت نسبة 28.5% من أصل جميع الأسر من عدة أفراد يعيشون في نفس المنزل ونسبة 11.6% كانت تتألف من شخص يعيش بمفرده يبلغ من العمر 65 عاماً أو أكثر. وبلغ متوسط حجم الأسرة المعيشية 2.57، أما متوسط حجم العائلات فبلغ 3.19.
بلغ العمر الوسطي للسكان 37.7 عاماً. وكانت نسبة 22.2% من القاطنين تحت سن الثامنة عشر، وكانت نسبة 7.8% بين الثامنة عشر والرابعة والعشرين عاماً، ونسبة 31.9% كانت واقعةً في الفئة العمرية ما بين الخامسة والعشرين والرابعة والأربعين عاماً، ونسبة 21.9% كانت ما بين الخامسة والأربعين والرابعة والستين، ونسبة 15.3% كانت ضمن فئة الخامسة والستين عاماً فما فوق. يوجد لكل 100 أنثى 93.6 ذكر، ويوجد لكل 100 أنثى في الثامنة عشر من عمرها فما فوق 90.1 ذكر.
بلغ متوسط دخل الأسرة في المدينة 51,081 دولارًا، أما متوسط دخل العائلة فبلغ 60,266 دولارًا. وكان متوسط دخل الذكور 41,157 دولارًا مقابل 33,486 دولارًا للإناث. وسجل دخل الفرد الخاص بالمدينة 23,895 دولارًا. وكانت نسبة 4.5% من العائلات ونسبة 6.4% من السكان تحت خط الفقر، وكان من هؤلاء نسبة 8% تحت سن الثامنة عشر ونسبة 6.5% في الخامسة والستين من العمر وما فوق.

### تعداد عام 2010
بلغ عدد سكان سان ليندرو 84,950 نسمة بحسب تعداد عام 2010، وبلغ عدد الأسر 30,717 أسرة وعدد العائلات 20,514 عائلة مقيمة في المدينة. في حين سجلت الكثافة السكانية 2,113.7 نسمة لكل كيلومتر مربع (5,474.5/ميل2). وبلغ عدد الوحدات السكنية 32,419 وحدة بمتوسط كثافة قدره 806.6 لكل كيلومتر مربع (2,089.1/ميل2).
وتوزع التركيب العرقي للمدينة بنسبة 37.61% من البيض و12.29% من الأمريكيين الأفارقة و0.79% من الأمريكيين الأصليين و29.67% من الأمريكيين ذوي الأصول الآسيوية و0.76% من سكان جزر المحيط الهادئ و13.30% من الأعراق الأخرى و5.60% من عرقين مختلطين أو أكثر و27.35% من الهسبانيون أو اللاتينيون من أي عرق.
بلغ عدد الأسر 30,717 أسرة كانت نسبة 34.2% منها لديها أطفال تحت سن الثامنة عشر تعيش معهم، وبلغت نسبة الأزواج القاطنين مع بعضهم البعض 46% من أصل المجموع الكلي للأسر، ونسبة 14.7% من الأسر كان لديها معيلات من الإناث دون وجود شريك، بينما كانت نسبة 6.1% من الأسر لديها معيلون من الذكور دون وجود شريكة وكانت نسبة 33.2% من غير العائلات. تألفت نسبة 26.8% من أصل جميع الأسر من عدة أفراد يعيشون في نفس المنزل ونسبة 10.2% كانت تتألف من شخص يعيش بمفرده يبلغ من العمر 65 عاماً أو أكثر. وبلغ متوسط حجم الأسرة المعيشية 2.74، أما متوسط حجم العائلات فبلغ 3.36.
بلغ العمر الوسطي للسكان 39.3 عاماً. وكانت نسبة 22.3% من القاطنين تحت سن الثامنة عشر، وكانت نسبة 8.3% بين الثامنة عشر والرابعة والعشرين عاماً، ونسبة 27.6% كانت واقعةً في الفئة العمرية ما بين الخامسة والعشرين والرابعة والأربعين عاماً، ونسبة 28% كانت ما بين الخامسة والأربعين والرابعة والستين، ونسبة 13.8% كانت ضمن فئة الخامسة والستين عاماً فما فوق. وتوزع التركيب الجنسي للسكان بنسبة 48% ذكور و52% إناث.

## توأمة
لسان ليندرو (كاليفورنيا) اتفاقيات توأمة مع كل من:
- ناغا
- ريبيراو بريتو

## أعلام
- ستيوارت الكسندر
- مات أوفرتون
- إليزابيث كاسترو
- غلين بيرك
- دليله إل. بيسلي
- ريتشارد أوكي
- تشارلي بيمون
- لويد بريدجز
- بيل كينغ
- رالف بوكستون